# Techniques de laboratoire cinématographique

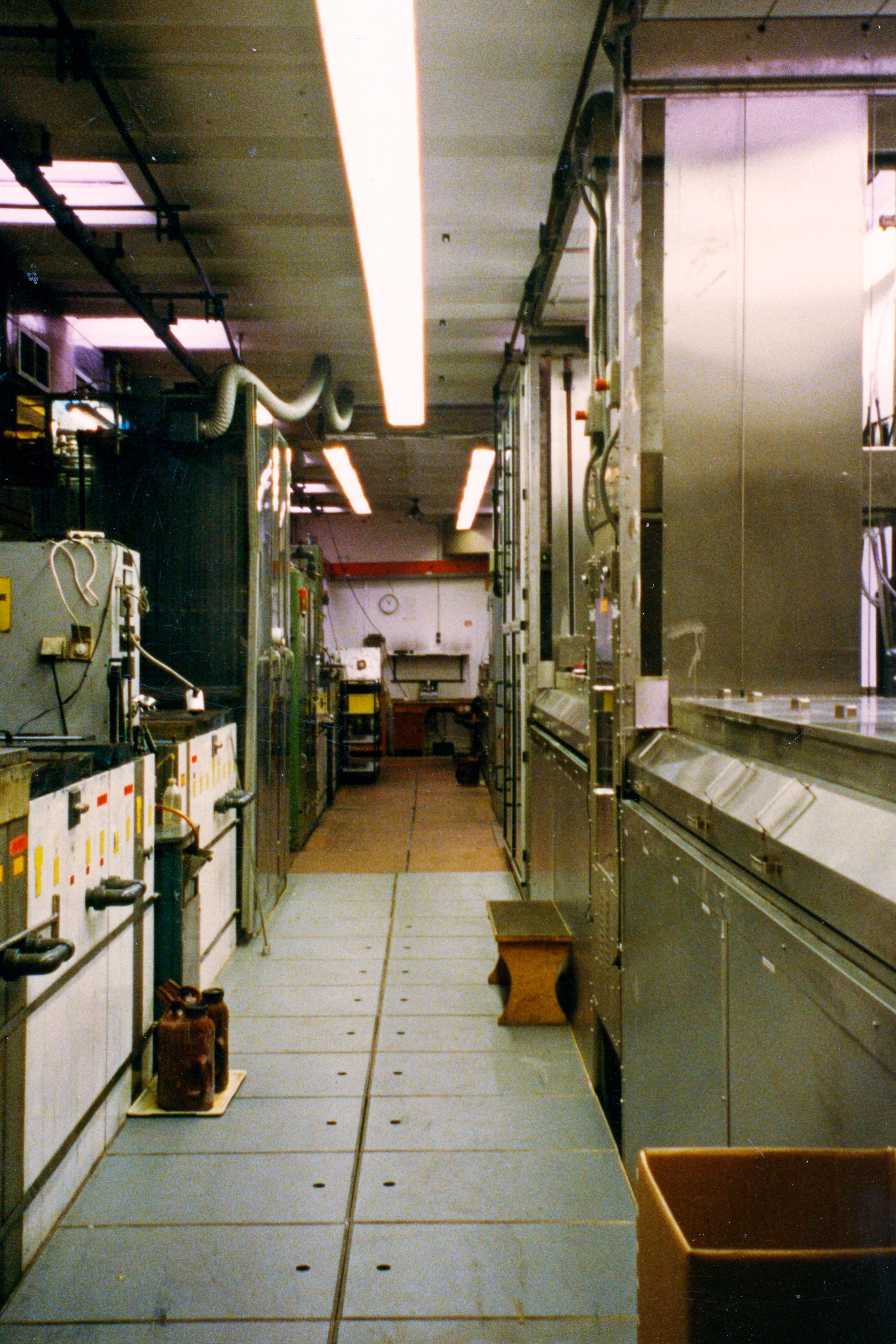
Laboratoire argentique permettant de développer des pellicules cinéma.

Les techniques de laboratoire cinématographique sont les nombreuses étapes nécessitant un savoir-faire artisanal et permettant d'aboutir à l'élaboration d'un film.

## Développement
Le film tourné sur support argentique est confié, après chaque journée de tournage, à un laboratoire qui se charge de le développer. Il s'agit d'une opération chimique en plusieurs étapes qui consiste à stopper, révéler, blanchir, fixer, nettoyer et sécher le négatif. Le négatif développé n'est plus photo-sensible, il est rendu stable et peut être exposé à la lumière.

## Premier positif
On peut alors tirer de ce négatif un premier positif de l'ensemble des rushes. Ce tirage donne généralement lieu à un pré-étalonnage. Il devient alors, au montage, la copie de travail.

## Télécinéma
Dans le cas d'un montage virtuel on peut se passer de cette étape et le négatif (ou une sélection seulement, appelée « dérushage », effectuée par les techniciens du laboratoire sur la base des rapports image) est transféré sur bande vidéo ou fichier numérique au télécinéma. Sur l'image vidéo ainsi obtenue, on incruste éventuellement un keykode couché à l'origine sur la pellicule. Grâce à ce code, placé précisément sous une image, on peut donner l'adresse de toute image des rushes. Ces adresses serviront à conformer le négatif lors de son montage au laboratoire. Au moment du télécinéma, en plus de la vidéo livrée à l'équipe du montage image, on sort une disquette, qu'on appelle disquette FLEX, et qui comporte un tableau d'équivalence des keykodes (discontinus puisque dépendants des pellicules d'origine) en timecode (continus sur chaque cassette de rush).

## Montage négatif, conformation
Le montage terminé, le laboratoire va monter le négatif conformément à la copie de travail, à l'image près, en incluant les éventuels trucages et effets (fondus, etc.).
Dans le cas du montage virtuel est éditée une « cut-list » (aussi appelée « edit list » ou « EDL »), c'est-à-dire la liste des plans montés, avec leur timecode de début et de fin, et l'adresse en keykode équivalent. Grâce à cette liste précise, l'équipe du montage négatif, en laboratoire, va conformer, manuellement, à l'image près, le montage.

## Copie zéro
On se retrouve donc avec un négatif monté, qui va servir de base pour le tirage sur copie positive du film. À partir du pré-étalonnage des rushes, l'étalonneur, en collaboration avec le directeur de la photographie et le réalisateur du film, va affiner l'étalonnage de la copie jusqu'à ce que, cet étalonnage validé, on obtienne le tirage de référence, ou copie-zéro.
Cette technique peut être remplacée par ce qu'on appelle un « shoot », c’est-à-dire une sortie étalonnée du montage virtuel directement sur film négatif par rayons laser, ce qui suppose en amont un télécinéma en haute définition qui aura conservé toutes les qualités originelles du négatif de tournage.
Ou encore on réalise au laboratoire, un simple « scan and shoot ». À partir de l'edit list, qui définit la liste des plans sélectionnés dans le montage seuls les plans retenus sont « shootés ».

## Tirage des copies d'exploitation
Deux solutions sont possibles à partir du négatif monté :
- Soit les copies sont tirées directement. Mais cela suppose de faire tourner le négatif, très fragile, qui comporte des colures sur des machines très rapides. Cela ne se fait que pour les films tirés à peu d'exemplaires.
- Soit on procède d'abord à deux étapes supplémentaires : le tirage d'un interpositif, à partir du négatif monté, qui donnera lui-même un internégatif, une sorte de copie carbone sans colure du négatif monté, à partir duquel on tirera les copies positives d'exploitation de série. Méthode utilisée dès qu'un film est tiré à plusieurs dizaines de copies.

## Articles externes
- Articles, méthodes, et documentation sur le site filmlabs.org